# Mimosa eriophylloides
Mimosa eriophylloides är en ärtväxtart som beskrevs av Frederico Carlos Hoehne. Mimosa eriophylloides ingår i släktet mimosor, och familjen ärtväxter.

## Underarter
Arten delas in i följande underarter:
- M. e. eriophylloides
- M. e. lanosa